# Thomas Gold Appleton

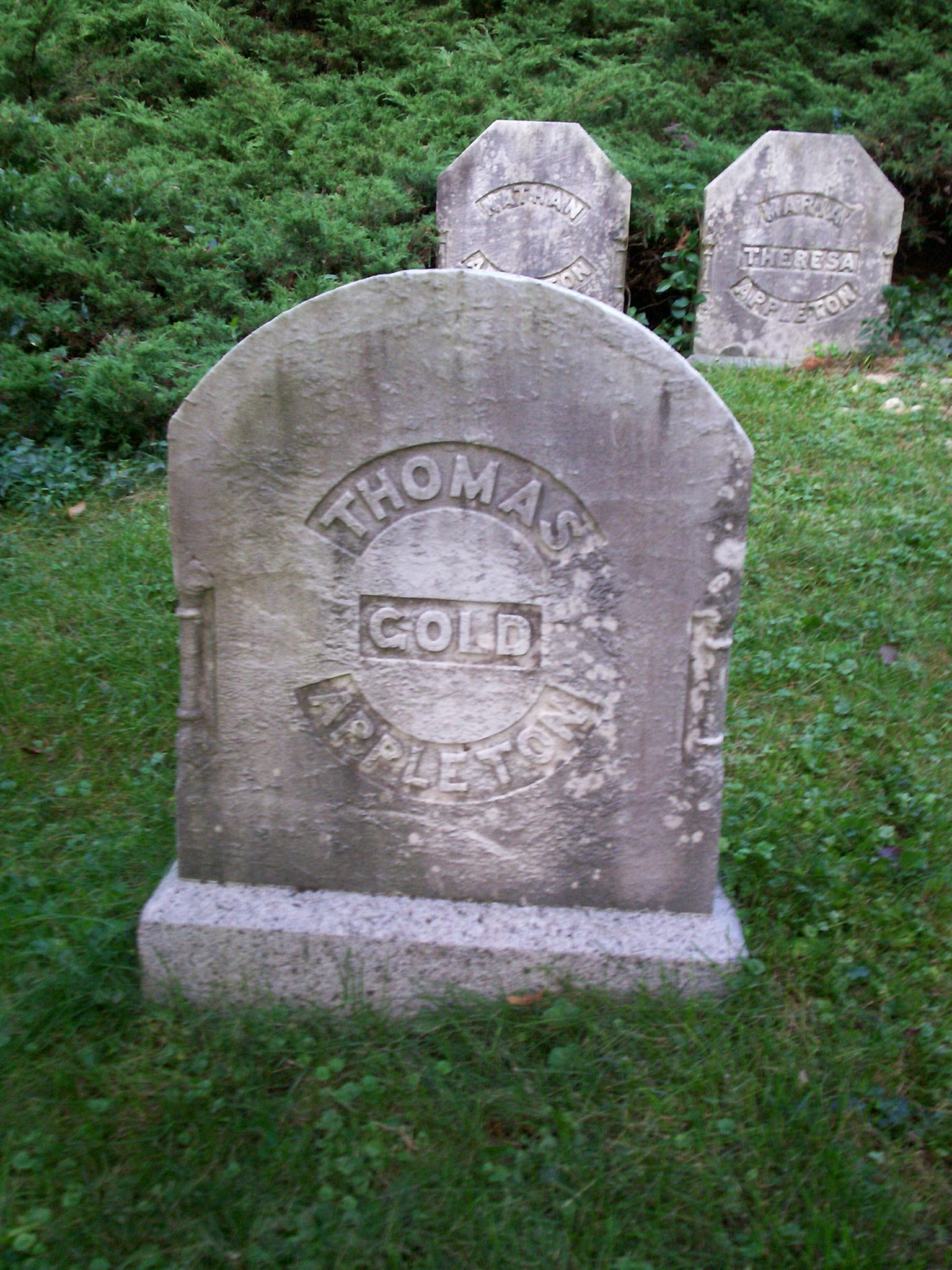
Grób Thomasa Golda Appletona

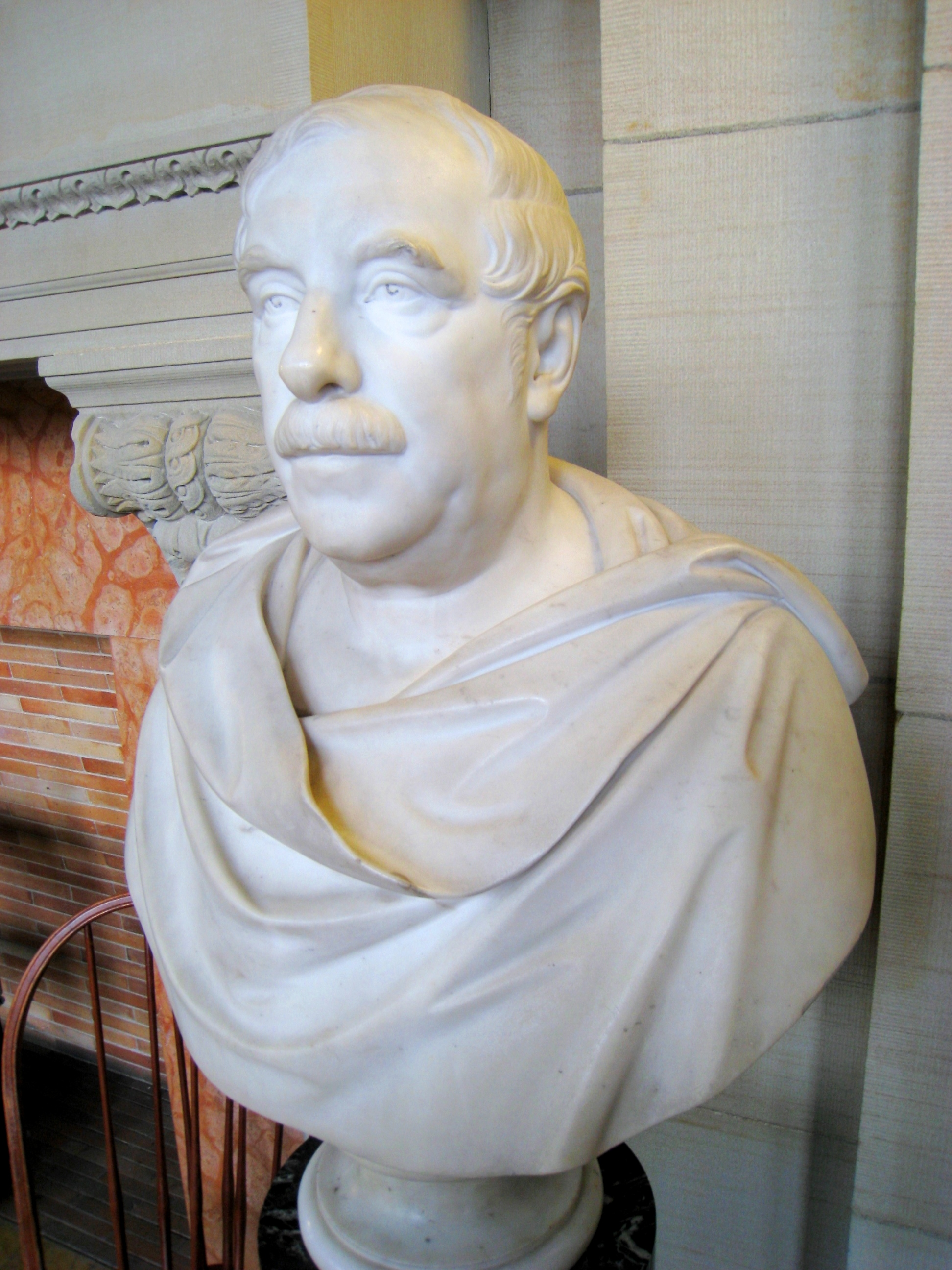
Popiersie Thomasa Golda Appletona w Boston Public Library

Thomas Gold Appleton (ur. 31 marca 1812 w Bostonie, zm. 17 kwietnia 1884 w Nowym Jorku) – poeta amerykański.

## Życiorys
Thomas Gold Appleton urodził się w Bostonie 31 marca 1812. Był synem zamożnego kupca Nathana Appletona i Marii Theresy Gold Appleton. Uczył się w nowoczesnej szkole Round Hill. W 1831 ukończył Harvard College. Dużo podróżował, co znalazło odzwierciedlenie w jego twórczości reportażowej i plastycznej. W 1838 uzyskał uprawnienia do wykonywania zawodu adwokata. Był członkiem rady nadzorczej Boston Public Library, co zostało upamiętnione umieszczeniem w niej jego popiersia. Został wybrany również do rady Boston Museum of Fine Arts. Prywatnie Thomas Gold Appleton był szwagrem Henry’ego Wadswortha Longfellowa, żonatego z jego siostrą Frances Elizabeth, która zginęła tragicznie w 1861 w wieku 42 lat, kiedy jej suknia zapaliła się podczas topienia wosku. Thomas Gold Appleton zmarł na zapalenie płuc 17 kwietnia 1884 w Nowym Jorku. Został pochowany na Mount Auburn Cemetery w Cambridge w Massachusetts.

## Twórczość
Thomas Gold Appleton pisał poezję i prozę. Wydał między innymi Faded Leaves (1872), Fresh Leaves (1874), Nile Journal (1876), Syrian Sunshine (1877), Windfalls (1878) i Chequer-Work (1879). Posługiwał się formą sonetu. napisał między innymi cykl Art Sonnets. Oprócz twórczości literackiej Thomas Gold Appleton uprawiał amatorsko malarstwo akwarelowe.

## Opinie
Pisarka i poetka Julia Ward Howe scharakteryzowała Thomasa Golda Appletona w następujący sposób: Tom Appleton, as he was usually called, was certainly a man of parts and of great reputation as a wit, but I should rather have termed him a humorist. He cultivated a Byronic distaste for the Puritanic ways of New England. In truth, he was always ready for an encounter of arms (figuratively speaking) with institutions and with individuals, while yet in heart he was most human and humane. Born in affluence, he did not embrace either business or profession, but devoted much time to the study of painting, for which he had more taste than talent. It was as a word artist that he was remarkable; and his graphic felicities of expression led Mr. Emerson to quote him as „the first conversationalist in America”, an eminence which I, for my part, should have been more inclined to accord to Dr. Holmes.